# Waltraut Skoddow
Waltraut Skoddow (* 31. März 1942 als Waltraut Wenk in Wittichenau (Oberlausitz); † 28. September 2014 ebenda) war eine deutsche Schriftstellerin.

## Leben
Nach dem Besuch der Grundschule in Knappenrode erwarb Waltraut Skoddow an der Erweiterten Oberschule Gotthold Ephraim Lessing (heute Lessing-Gymnasium) in Hoyerswerda ihre Hochschulreife. Später besuchte sie die Fachschule für Bibliothekare an wissenschaftlichen Bibliotheken in Berlin.
1962 heiratete Waltraut Skoddow ihren Mann Helfried Skoddow (ehemals Bürgermeister der Stadt Welzow), mit dem sie fünf Kinder bekam. 1970 unternahm sie ihre ersten literarischen Versuche. Von 1979 bis 1983 studierte Waltraut Skoddow am Literaturinstitut „Johannes R. Becher“ in Leipzig. Ab 2000 war die Autorin Dozentin an der Volkshochschule des Landkreises Spree-Neiße in Spremberg. Sie lebte und arbeitete in Hoyerswerda.

## Werke
- Das überleben Sie nicht! SalonLiteraturVerlag, München 2011 (überarbeitete Auflage). ISBN 978-3939321330
- Lausitzer Kram. Regia Verlag, Cottbus 2009. ISBN 978-3869290522
- Blauer Himmel über Thessalien. SalonLiteraturVerlag, München 2009. ISBN 978-3939321248
- Lessing – denn ich bin Oberlausitzer von Geburt. Historischer Roman. SalonLiteraturVerlag, München 2007. ISBN 978-3939321132
- Das überleben Sie nicht! Dosse Verlag, Kampehl 2005. ISBN 978-3-9804795-7-8
- Prinz Friedrich August von Sachsen – genannt Lehmann. Roman. Verlag Gudrun Dochow, Kampehl 2000. ISBN 978-3980479578
- Zu keinem ein Wort. Erfahrungen eines Internierten nach Aufzeichnungen von Erich Täufer. Edition Amadis, Berlin 1999. ISBN 978-3929560237
- Einen Mann fürs Leben. Erzählung. Mitteldeutscher Verlag, 1988.